# Parndorf
Parndorf (węg. Pándorfalu, burg.-chorw. Pandrof) – gmina w Austrii, w kraju związkowym Burgenland, w powiecie Neusiedl am See. 1 stycznia 2014 liczyła 4,35 tys. mieszkańców.